# خوان أندرادي
خوان أندرادي (بالإسبانية: Juan Andrade)‏ هو صحفي إسباني، ولد في 3 فبراير 1898 في مدريد في إسبانيا، وتوفي في 1 مايو 1981.